# Mamadou Wagué
Mamadou Wagué (Saint-Brieuc, 19 agosto 1990) è un ex calciatore francese, di ruolo difensore.

## Carriera
Ha giocato nella seconda divisione francese e nella prima divisione dei campionati francese, ungherese, cipriota, saudita, kazako, ucraino e malaysiano.